# Alexander MacKenzie
Alexander MacKenzie (Stornoway, isla de Lewis, Hébridas Exteriores, Escocia, 1764-Mulinearn, cerca de Dunkeld (Escocia), 12 de marzo de 1820) fue un explorador de origen escocés recordado como uno de los grandes exploradores de América del Norte ya que protagonizó dos importantes expediciones en el ártico canadiense: en 1789, partiendo del lago Athabasca logró alcanzar el Ártico tras descender en canoa el río Mackenzie (que hoy honra su memoria) en un largo viaje de más de 4800 km (ida y vuelta) por unas tierras inhóspitas y totalmente desconocidas; y en la temporada 1792-1793, fue el primer occidental que logró completar el primer viaje transcontinental, más al norte de México, del que se tiene constancia, adelantándose a la expedición de Lewis y Clark en más de 10 años.

## Biografía

### Primeros años
Alexander MacKenzie nació en 1764, en Luskentyre House en Stornoway, en la isla de Lewis. Fue el tercero de los cuatro hijos de Kenneth 'Corc' Mackenzie (1731-1780) y de su esposa Isabella MacIver, de otra familia prominente mercantil en Stornoway. Cuando tenía sólo catorce años de edad, el padre de Mackenzie sirvió como enseña para proteger Stornaway durante el levantamiento jacobita de 1745. Más tarde se convirtió en comerciante y tenía el puño de amura de Melbost; su abuelo fue un hermano menor de Murdoch Mackenzie, 6.º Laird de Fairburn.
Educado en la misma escuela que Colin Mackenzie, en 1774 murió su madre y él se embarcó hacia Nueva York para reunirse con su padre y un tío, John Mackenzie. En 1776, durante la Guerra de Independencia de los Estados Unidos, su padre y su tío volvieron para afrontar sus deberes militares y se unieron al Regimiento Real del Rey de Nueva York ( King's Royal Regiment) como tenientes. En 1778, para escapar a los estragos de la guerra, el joven Mackenzie fue, o bien enviado o acompañado por dos tías, a Montreal. En 1779 (un año antes de la muerte de su padre en la isla Carleton en el río San Lorenzo), Mackenzie se incorporó a la compañía Finlay, Gregory & Co. —una de las empresas de comercio de pieles más influyentes en Montreal, que más tarde fue administrada por Archibald Norman McLeod y que en 1787 se fusionó con la Compañía del Noroeste (North West Company, NWC)— donde tuvo un buen aprendizaje.

### Expedición por el río Mackenzie al océano Ártico (1789)

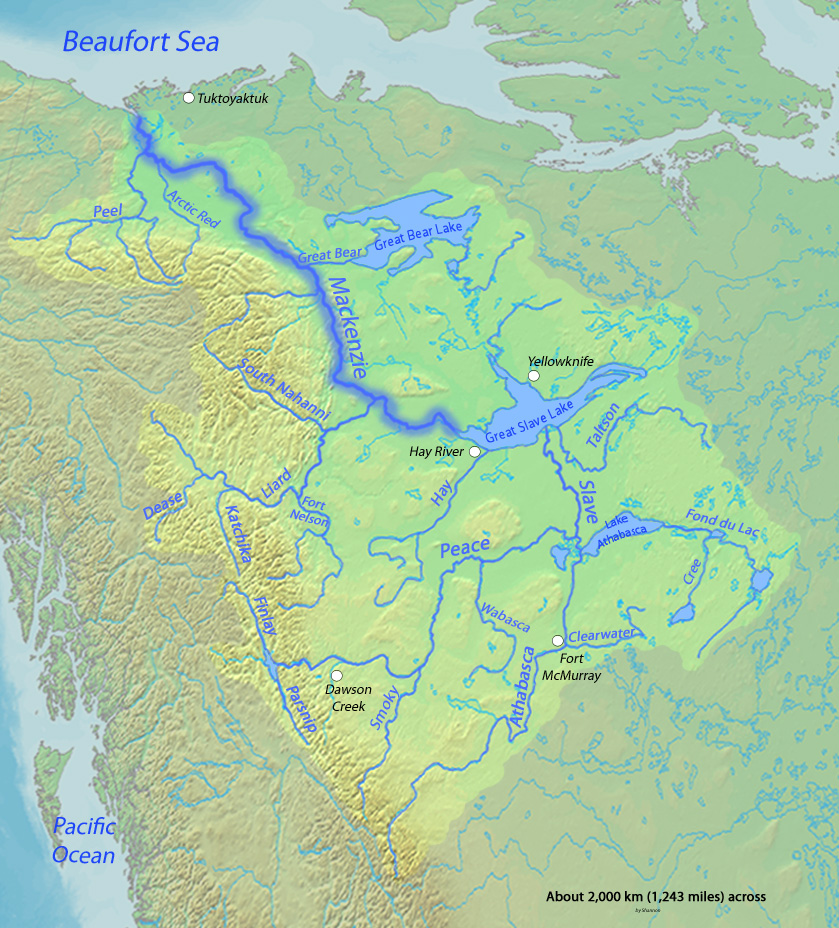
El curso del río Mackenzie, que Alexander recorrió en su viaje de ida y vuelta en 1789

Ya al servicio de la Compañía del Noroeste Mackenzie viajó en 1788 al lago Athabasca donde había sido enviado para sustituir en la región del río Peace [río de la Paz] y del río Athabasca a Peter Pond, uno de los socios fundadores de la Compañía del Noroeste. Mackenzie y Pond congeniaron y llevaron a cabo el relevo de forma amistosa. Pond había elaborado un mapa de los ríos de la región que fluían hacía el Gran Lago del Esclavo y por él supo Mackenzie que los pueblos de las Primeras Naciones entendían que el lago desaguaba por un gran río que según ellos iba en dirección norte. Sin embargo Pond sabía que ese río iba hacia el este durante un largo tramo y, conociendo por el relato del viaje del capitán Cook de la existencia del Cook Inlet, por ello pensó que ese gran río podría ser el tan ansiado Paso del Noroeste hacia el océano Pacífico. A partir de esta información, el 3 de julio de 1789 Mackenzie partió en canoa desde Fort Chipewyan, un puesto que él había mandado fundar en el extremo occidental del lago Athabasca.
Su grupo estaba formado por cuatro voyageurs francocanadienses, un joven alemán —cuya presencia no fue explicada—, un indio chipewyan conocido como chief English y varias mujeres y sirvientes nativos. El avance fue lento y difícil en la parte alta del río Slave, con frecuentes rápidos, y luego el hielo retrasó al grupo en el Gran Lago del Esclavo. Pero una vez que entraron en el río conocido por la población local dene como Dehcho (el actual río Mackenzie), su progreso fue muy rápido y cubrieron los más de 1700 km de su curso en sólo 14 días, a una velocidad media de más de 120 km por día. Durante casi 500 km el Mackenzie seguía el curso general hacia el noroeste que Pond había predicho, pero en lo que hoy se conoce como la Camsell Bend el río se encaminó al norte y siguió adelante, día tras día, en esa dirección general, siendo claro que no desaguaría en el Pacífico sino en el Ártico. Mackenzie escribió en su diario el 10 de julio, cuando sólo dos días de distancia del mar «siendo cierto que ir más lejos en esta dirección no contestará el propósito que el viaje pretendía, ya que es evidente en estas aguas deben vaciarse en el océano del Norte...». El clima era brumoso y durante un tiempo dudaron si realmente habían llegado al océano o simplemente a un gran lago. Pasaron cuatro noches en isla Whale (hoy isla Garry, NWT), frente a la desembocadura del río, que Mackenzie llamó así por el número de ballenas blancas que vieron en sus proximidades, y observaron la crecida y baja de la marea. El viaje de vuelta a Fort Chipewyan se inició el 16 de julio y la partida llegó al fuerte el 12 de septiembre. Habían completado en la ida y vuelta un total de más de 4800 km en 102 días. Se conjetura que Mackenzie llamó por ello al río como «río Decepción» (Disappointment River), ya que no le había llevado hasta la ensenada de Cook en Alaska, como había esperado Pond. El río fue más tarde renombrado en su honor.

### Expedición por el río Peace al océano Pacífico (1792-1793)
En 1791 Mackenzie regresó a Gran Bretaña para estudiar los nuevos avances en la determinación de la longitud. Tras su vuelta en 1792 salió nuevamente para encontrar una ruta al Pacífico. Acompañado por dos guías nativos (uno llamado Cancre), su primo Alexander MacKay, seis voyageurs canadienses (Joseph Landry, Charles Ducette, Francois Beaulieux, Baptiste Bisson, Francois Courtois y Jacques Beauchamp) y un perro llamado sencillamente Our Dog (Nuestro perro) Mackenzie dejó Fort Chipewyan  el 10 de octubre de 1792 siguiendo el río Pine hasta la ruta del río Peace. Desde allí viajó hasta una cabecera del río Peace llegando el 1 de noviembre, donde el grupo construyó una fortificación en la que pasarían el invierno. Ese fuerte más tarde sería conocido como Fort Fork.
Mackenzie dejó Fort Fork el 9 de mayo de 1793 siguiendo la ruta del río Peace y luego la de una de sus cabeceras, el río Parsnip. Cruzó la Great Divide —divisoria continental de las Américas— y encontró la parte alta del río Fraser, que descendieron en canoas hasta la actual Alexandria, justo al sur de la ciudad de Quesnel. Fue advertido por los nativos que el cañón del Fraser, al sur, era innavegable y que estaba poblado por tribus beligerantes. Le aconsejaron que siguiese en su lugar una de las rutas de la grasa (grease trail, en alusión a la grasa de pescado que era el principal bien comerciado) usada por ellos, que remontaba uno de sus afluentes del curso medio, el río West Road, cruzaba luego las montañas Costeras y descendía la vertiente occidental por el río Bella Coola hasta el mar. Siguió este consejo y llegó a la costa del Pacífico el 20 de julio de 1793, en Bella Coola (en la actual Columbia Británica), en el North Bentinck Arm, un entrante del océano Pacífico. Así completó el primer viaje transcontinental del que se tiene constancia realizado por un occidental más al norte de México. Hubiera podido reunirse en Bella Coola, sin él saberlo, con el marino inglés George Vancouver, que arribó 48 días más tarde en la ahora conocida como expedición Vancouver (1791-1795).
Había querido continuar hacia el oeste por el deseo de alcanzar el océano abierto, pero fue detenido por la hostilidad de la gente Heiltsuk (nuxálk), quienes recelaban de los europeos tras varios encuentros negativos que habían tenido con comerciantes marítimos de pieles. Rodeado por canoas de guerra Heiltsuk, escribió un mensaje en una roca de la orilla cerca del agua, en el Dean Channel, utilizando una pintura rojiza hecha con bermellón y grasa de oso, y se volvió hacia el este. La inscripción decía:

Alex MacKenzie 
 desde Canadá 
 por tierra 
 22 julio 1793
Alex MacKenzie 
 from Canadá 
 by land 
22d July 1793
MacKenzie

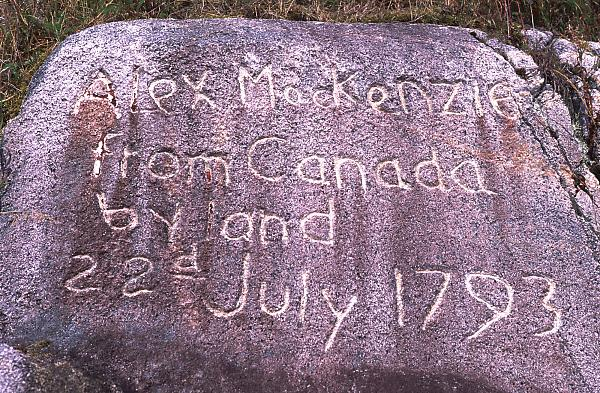
Inscripción del punto final del viaje de Alexander Mackenzie cruzando Canadá (localizada en

La referencia al nombre de Canadá era usada en esa época para el antiguo territorio francés en lo que hoy es el sur de Quebec: 418 ). Esas palabras fueron posteriormente inscritas de forma permanente por expertos. El sitio es ahora parte del parque provincial Sir Alexander Mackenzie (Sir Alexander Mackenzie Provincial Park) y fue designado como Sitio Histórico Nacional de Canadá (National Historic Sites of Canada). Además, el tramo de la ruta desde Quesnel hasta Bella Coola, de unos 420 km, es parte del Alexander MacKenzie Heritage Trail.
En su diario Mackenzie registró por primera vez el idioma carrier, hablado por los dakelh.
La expedición de Mackenzie al Pacífico dio una desafortunada similitud con su viaje al Ártico: la ruta por la que había sido pionero no fue de ninguna utilidad inmediata a la NWC. Había añadido una enorme región al mapa del mundo, pero las rutas que siguieron en años posteriores las brigadas de piel fueron las descubiertas por Simon Fraser y David Thompson (cartógrafo). En la semi-soledad de Fort Chipewyan durante el invierno de 1793-1794, inquieto y muy nervioso, Mackenzie parece haber estado a punto de un colapso. En enero de 1794 había decidido dejar el oeste «Porque creo imperdonable que cualquier hombre permanezca en este país si puede permitirse el lujo de dejarlo». (For I think it unpardonable in any man to remain in this country who can afford to leave it.”)
Pero no tenía ninguna intención de dejar el comercio de pieles. Por el contrario, su visita al Pacífico había despertado el deseo de organizarlo de forma más eficiente. En su camino a Montreal en septiembre de 1794, hizo un llamado a John Graves Simcoe, vicegobernador del Alto Canadá, y esbozó un proyecto para él en el que propuso que la NWC debía de cooperar con la HBC y la East India Company. A las primeras se le pediría que usando sus rutas de suministro desde la bahía de Hudson pudieran entregar bienes a bajo precio en el corazón del continente; a la última que modificase sus derechos de monopolio en el comercio de China para permitir la comercialización de las pieles que se enviasen desde la costa del Pacífico.
(La idea no era del todo nueva, ya que en 1789 Alexander Dalrymple, hidrógrafo de la East India Company, había publicado su plan para promover el comercio de pieles, unificando las operaciones de la East-India y la HBC. Dalrymple compartía el interés de Mackenzie, tanto en la costa del Pacífico como en el río que fluía desde el Gran Lago del Esclavo y, en parte por su insistencia, el gobierno británico ya había planeado expediciones de exploración de esa región que comenzaron en 1790. La amenaza de guerra con España retrasó la expedición por mar, que navegó finalmente en 1791 al mando de Vancouver. El mando de la expedición por tierra correspondió al capitán John Frederick Holland, que llegó a Quebec en el otoño de 1790 sólo para escuchar que Mackenzie se le había anticipado y ya había explorado el río Mackenzie.)

### Vida posterior y familia

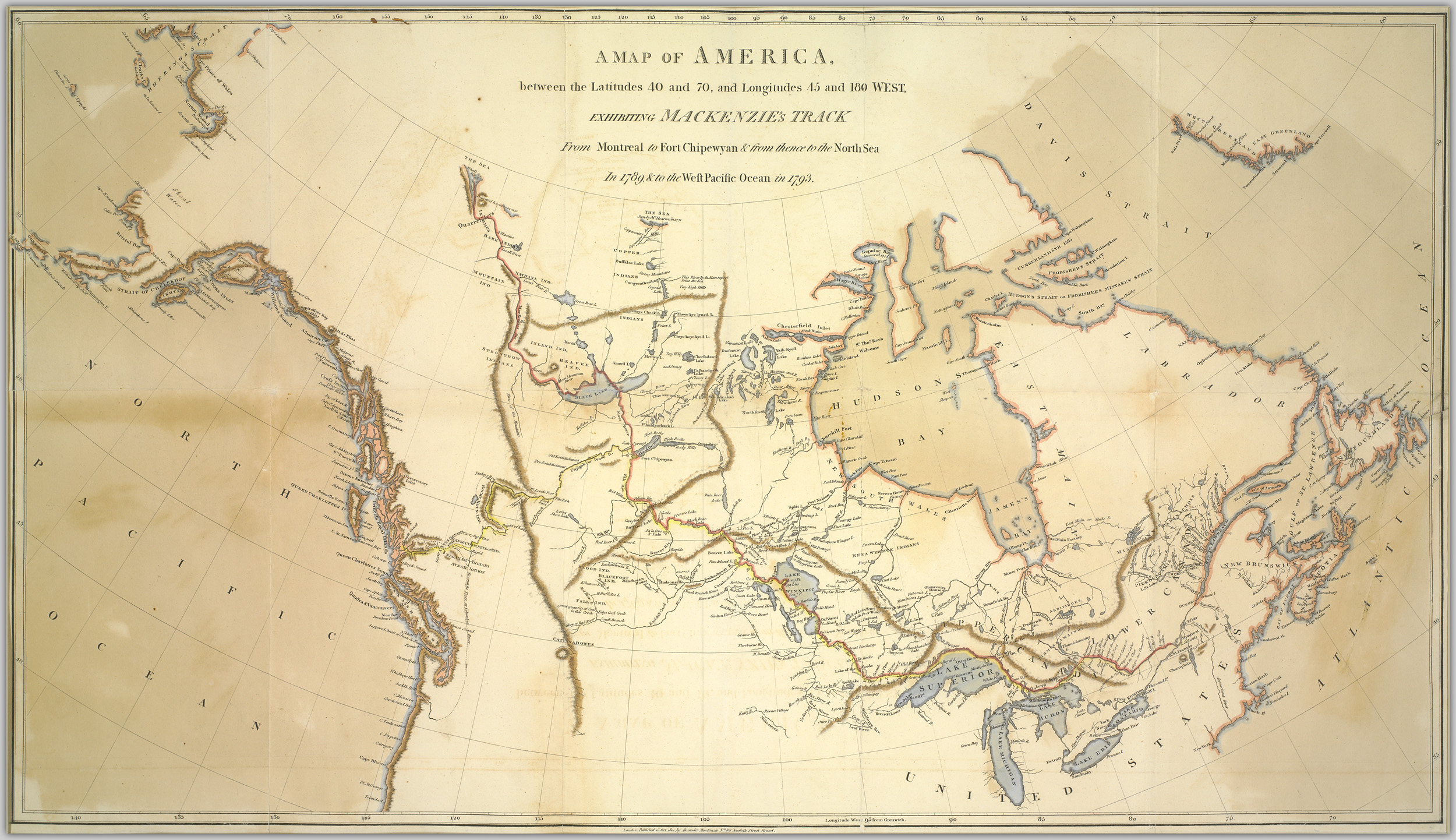
Mapa de los viajes de Mackenzie

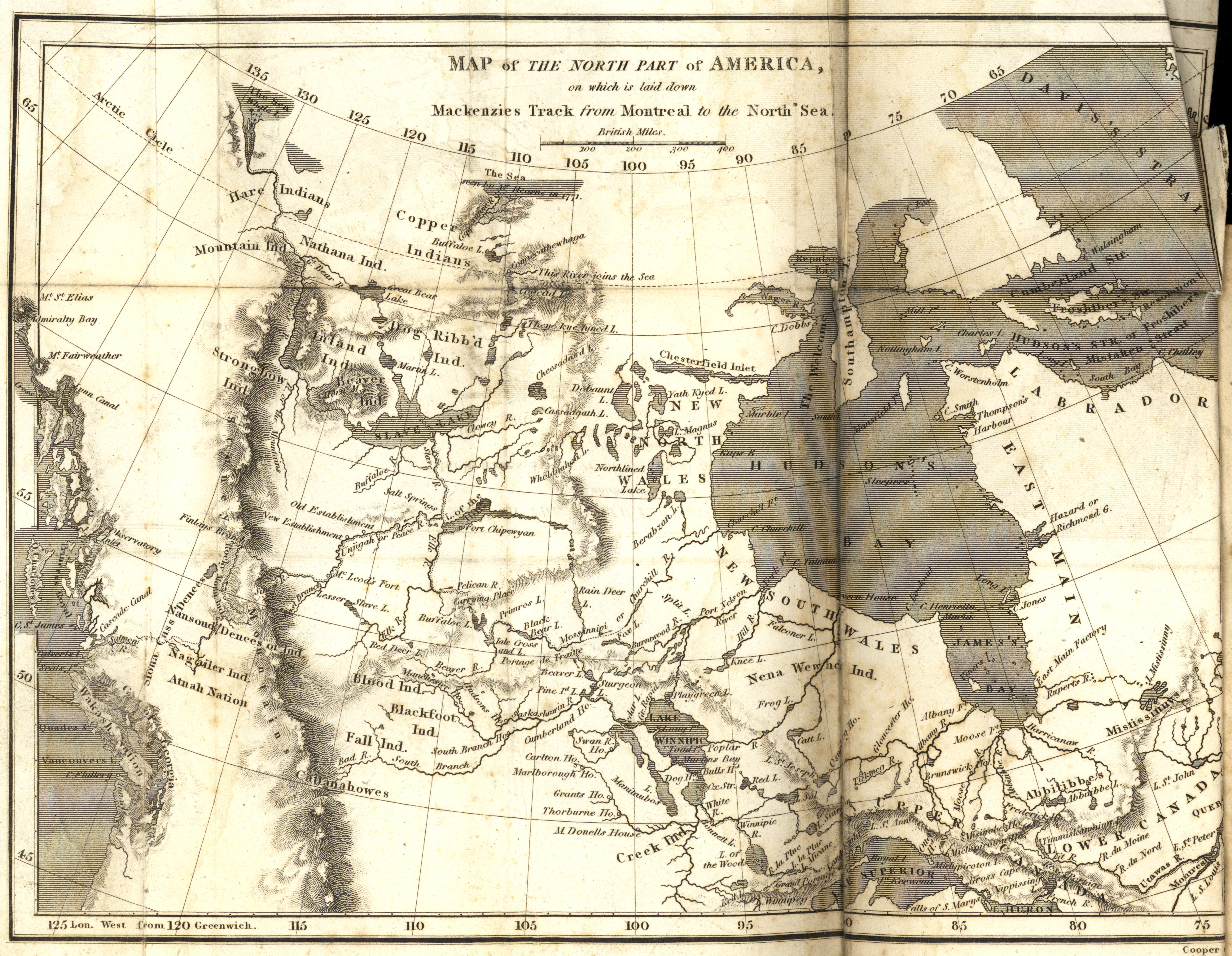
Mapa similar con las tierras ya conocidas en tiempo de Mackenzie (Londres, 1809)

Aunque continuó abogando por algún plan cooperativo, suscribió en 1795 una asociación con McTavish, Frobisher and Company, por la que cada primavera viajó hasta el Grand Portage para asistir a la cita anual con los socios de invernada. Poco a poco, sin embargo, su carácter inquieto comenzó a afirmarse. En muchos puntos de política interna, se encontraba más en sintonía con los socios de invernada que con sus compañeros agentes. Revvió su interés en una estrategia de negociación más amplia y esto ocasionó diferencias con McTavish; él pensaba que el comercio debía de gestionarse a través de la bahía de Hudson y la costa del Pacífico y eso no beneficiaría a Montreal, donde se centraban los intereses de McTavish.Tras expirar el 30 de noviembre de 1799 su asociación, Mackenzie partió repentinamente para Inglaterra.
En 1801 se publicaron en Londres los diarios de sus viajes de exploración, Voyages from Montreal, on the river St. Laurence, through the continent of North America, to the Frozen and Pacific oceans; in the years, 1789 and 1793; with a preliminary account of the rise, progress, and present state of the fur trade of that country [ed. William Combe]. Fue nombrado caballero por sus esfuerzos el año siguiente (1802) y fue elegido diputado por Huntingdon (1804-08) en la Cámara de la Asamblea del Bajo-Canadá. No participó más que en la primera sesión parlamentaria y apoyó al partido de los burócratas.
En 1812, Mackenzie volvió a Escocia donde se casó con Geddes Mackenzie, de catorce años y heredera de Avoch. Su abuelo, el capitán John Mackenzie de Castle Leod —bisnieto de George Mackenzie, 2.º conde de Seaforth— había adquirido la finca de Avoch con el dinero que le dejó su prima hermana y cuñado, el almirante George Geddes Mackenzie. El padre de la señora Mackenzie era un primo hermano del padre de sir George Simpson, futuro gobernador de Compañía de la Bahía de Hudson. Alexander y Geddes vivieron entre Avoch y Londres. Mackenzie falleció en 1820 por la enfermedad de Bright, a los 56 años (la fecha exacta de su nacimiento es desconocida). Fue eneterrado en Avoch, en la Black Isle, Ross and Cromarty.

## Legado

### Eponimia
La rosa Alexander Mackenzie (serie explorador), desarrollada por Agricultura y Agroalimentación de Canadá (Agriculture and Agri-Food Canada) fue nombrada en su honor.
El río Mackenzie fue nombrado en su memoria, que también honran tres escuelas en St. Albert, Alberta, y Toronto, Ontario.